# Julia Zigiotti Olme
Julia Margareta Zigiotti Olme (Upplands Väsby, 24 luglio 1997) è una calciatrice svedese, attaccante del Manchester United e della nazionale svedese.

## Biografia
Julia Zigiotti Olme è nata in Svezia da madre italiana e padre svedese. Ha dichiarato di essere tifosa della Juventus e di ispirarsi ad Alessandro Del Piero.

## Carriera

### Club
Zigiotti Olme si avvicina allo sport già da giovanissima, iniziando a giocare nella sezione di calcio femminile del Bollstanäs SK, società polisportiva con sede a Upplands Väsby. Inserita nella squadra titolare dal 2012, gioca il primo campionato in Division 1, l'allora denominazione del secondo livello del campionato svedese, per passare, dopo un altro anno in terza divisione, alla rinnovata Elitettan per aver vinto la  Division 1 2013 ma subito retrocessa al termine del campionato 2014. A novembre 2014 Zigiotti Olme è stata ingaggiata dall'AIK, società con cui gioca il suo primo campionato di Damallsvenskan, nel 2015, concludendolo con la retrocessione. Nel successivo gennaio 2016 si trasferisce all'Hammarby, anch'esso appena retrocesso in Elitettan, con il quale al suo primo campionato centra la promozione e chiude, in Damallsvenskan 2017, a un lusinghiero settimo posto. A luglio 2018, Zigiotti Olme si è trasferita al Kopparbergs/Göteborg, firmando un contratto di un anno e mezzo.

### Nazionale
Zigiotti Olme viene convocata dalla Federcalcio svedese (SvFF) fin dal 2012, inizialmente per vestire la maglia della formazione under 15, per passare l'anno successivo all'under 17 impegnata alle qualificazioni all'Europeo di Inghilterra 2014. Debutta nel torneo il 2 agosto 2013, nell'incontro valido per il primo turno di qualificazione vinto per 3-0 con le pari età del Portogallo. In quella fase gioca tutti i sei incontri disputati dalla sua nazionale, condividendo con le compagne il percorso che, inserita nel gruppo 6, la vede superare al primo posto la prima fase di qualificazione, dove sigla la rete che apre le marcature nella vittoria per 3-1 con la Serbia, ripetendosi nella fase élite siglando la rete del parziale 2-0 sulla Polonia, incontro poi terminato sul 2-2, ma fallire l'accesso alla fase finale dopo la sconfitta per 1-0 Francia.
Zigiotti Olme ha fatto parte della squadra svedese agli Europei under 19 in Israele a luglio 2015. Ha segnato due gol e fornito tre assist in cinque partite nella qualificazione per il torneo.
Nel settembre 2018 arriva la sua prima convocazione nella nazionale maggiore, chiamata dal Commissario tecnico Peter Gerhardsson in occasione delle amichevoli del 4 e 9 ottobre in programma rispettivamente con Norvegia e Italia; debutta nella prima, vinta dalle svedesi 2-1, rilevando al 67' Sofia Jakobsson partita titolare. In seguito, oltre a una serie di amichevoli, Gerhardsson la convoca per l'edizione 2019 dell'Algarve Cup, dove marca due presenze e condivide il quarto posto raggiunto dalla sua nazionale superata dal Canada solo ai rigori, e decide poi di concederle ulteriore fiducia inserendola nella lista delle 23 calciatrici convocate al Mondiale di Francia 2019.

## Statistiche

### Presenze e reti nei club
Statistiche aggiornate al 15 ottobre 2024.
| Stagione                    | Squadra                     | Campionato                  | Campionato | Campionato | Coppe nazionali | Coppe nazionali | Coppe nazionali | Coppe internazionali | Coppe internazionali | Coppe internazionali | Altre coppe | Altre coppe | Altre coppe | Totale | Totale |
| Stagione                    | Squadra                     | Comp                        | Pres       | Reti       | Comp            | Pres            | Reti            | Comp                 | Pres                 | Reti                 | Comp        | Pres        | Reti        | Pres   | Reti   |
| --------------------------- | --------------------------- | --------------------------- | ---------- | ---------- | --------------- | --------------- | --------------- | -------------------- | -------------------- | -------------------- | ----------- | ----------- | ----------- | ------ | ------ |
| 2012                        | Bollstanäs SK               | Div. 1                      | 5          | 2          | CS              | -               | -               | -                    | -                    | -                    | -           | -           | -           | 5      | 2      |
| 2013                        | Bollstanäs SK               | Div. 1                      | 14         | 7          | CS              | 1               | 0               | -                    | -                    | -                    | -           | -           | -           | 15     | 7      |
| 2014                        | Bollstanäs SK               | E                           | 25         | 8          | CS              | 1               | 0               | -                    | -                    | -                    | -           | -           | -           | 26     | 8      |
| Totale Bollstanäs SK        | Totale Bollstanäs SK        | Totale Bollstanäs SK        | 44         | 17         | -               | 2               | 0               | -                    | -                    | -                    | -           | -           | -           | 46     | 17     |
| 2014                        | AIK                         | DA                          | -          | -          | CS              | 1               | 0               | -                    | -                    | -                    | -           | -           | -           | 1      | 0      |
| 2015                        | AIK                         | DA                          | 21         | 4          | CS              | 2               | 1               | -                    | -                    | -                    | -           | -           | -           | 23     | 5      |
| Totale AIK                  | Totale AIK                  | Totale AIK                  | 21         | 4          | -               | 3               | 1               | -                    | -                    | -                    | -           | -           | -           | 24     | 5      |
| 2015                        | Hammarby                    | DA                          | -          | -          | CS              | 1               | 0               | -                    | -                    | -                    | -           | -           | -           | 1      | 0      |
| 2016                        | Hammarby                    | E                           | 25         | 9          | CS              | 1               | 0               | -                    | -                    | -                    | -           | -           | -           | 26     | 9      |
| 2017                        | Hammarby                    | DA                          | 22         | 8          | CS              | 4               | 1               | -                    | -                    | -                    | -           | -           | -           | 26     | 9      |
| 2018                        | Hammarby                    | DA                          | 11         | 5          | CS              | -               | -               | -                    | -                    | -                    | -           | -           | -           | 11     | 5      |
| Totale Hammarby             | Totale Hammarby             | Totale Hammarby             | 58         | 22         | -               | 6               | 1               | -                    | -                    | -                    | -           | -           | -           | 64     | 23     |
| 2018                        | Kopparbergs/Göteborg        | DA                          | 11         | 7          | CS              | 6               | 3               | -                    | -                    | -                    | -           | -           | -           | 17     | 10     |
| 2019                        | Kopparbergs/Göteborg        | DA                          | 22         | 4          | CS              | 1               | 0               | UWCL                 | 2                    | 0                    | -           | -           | -           | 25     | 4      |
| 2020                        | Kopparbergs/Göteborg        | DA                          | 20         | 4          | CS*             | 5               | 3               | UWCL                 | -                    | -                    | -           | -           | -           | 20     | 4      |
| Totale Kopparbergs/Göteborg | Totale Kopparbergs/Göteborg | Totale Kopparbergs/Göteborg | 53         | 15         | -               | 7               | 3               | -                    | 2                    | 0                    | -           | -           | -           | 62     | 18     |
| 2021                        | Häcken                      | DA                          | 18         | 1          | CS              | 1               | 0               | UWCL                 | 5                    | 0                    | -           | -           | -           | 24     | 1      |
| Totale Häcken               | Totale Häcken               | Totale Häcken               | 18         | 1          | -               | 6               | 3               | -                    | 5                    | 0                    | -           | -           | -           | 29     | 4      |
| gen-giu 2022                | Brighton & Hove             | FA WSL                      | 11         | 2          | CI              | 1               | 0               | -                    | -                    | -                    | WLC         | -           | -           | 12     | 2      |
| 2022-2023                   | Brighton & Hove             | WSL                         | 20         | 2          | CI              | 4               | 2               | -                    | -                    | -                    | WLC         | 3           | 0           | 27     | 4      |
| 2023-2024                   | Brighton & Hove             | WSL                         | 20         | 0          | CI              | 3               | 0               | -                    | -                    | -                    | WLC         | 3           | 0           | 26     | 0      |
| Totale Brighton & Hove      | Totale Brighton & Hove      | Totale Brighton & Hove      | 51         | 4          | -               | 8               | 2               | -                    | -                    | -                    | -           | 6           | 0           | 65     | 6      |
| 2024-2025                   | Bayern Monaco               | BL                          | 16         | 0          | CG              | 4               | 1               | UWCL                 | 5                    | 0                    | ST          | 0           | 0           | 25     | 1      |
| 2025-2026                   | Manchester United           | WSL                         | -          | -          | CI              | -               | -               | UWCL                 | -                    | -                    | WLC         | -           | -           | -      | -      |
| Totale carriera             | Totale carriera             | Totale carriera             | 261        | 63         | -               | 36              | 11              | -                    | 12                   | 0                    | -           | 6           | 0           | 315    | 74     |

- Come Häcken.

## Palmarès

### Club
- Campionato svedese: 1

Kopparbergs/Göteborg: 2020
- Campionato svedese di seconda divisione: 1

Hammarby: 2016
- Coppa di Svezia: 2

Kopparbergs/Göteborg: 2018-2019
Häcken: 2020-2021
- Supercoppa di Germania: 1

Bayern Monaco: 2024
- Campionato tedesco: 1

Bayern Monaco: 2024-2025